# TOPAZ
TOPAZ, z.s., je think-tankem politické strany TOP 09, která je jeho zřizovatelem. Byl založen v dubnu 2012 jako občanské sdružení, dnes funguje jako spolek.
Posláním TOPAZu je přenášet konzervativní ideje na širší stranickou i nestranickou veřejnost a pokračovat v aktivitách, které v minulých letech koordinovala interní komise TOP 09 pro vzdělávání. Náplní činnosti spolku je debata o celospolečenských tématech s nezávislými odborníky, spolupráce s expertními komisemi TOP 09, fundraising, vytváření názorových alternativ k výstupům veřejné správy a tvorba analytických a koncepčních materiálů pojednávajících o jednotlivých problematikách a navrhujících způsoby řešení.
Vznik TOPAZu jako vzdělávací platformy politické strany byl inspirován obdobnými projekty v zahraničí, například Politickou akademií Rakouské lidové strany (ÖVP) či Nadací Konrada Adenauera s vazbou na německou Křesťanskodemokratickou unii (CDU).

## Vedení spolku
Po založení v roce 2012 byl prezidentem spolku Karel Schwarzenberg (jehož funkce se po jeho smrti změnila na zakladatele spolku). Předsedou výkonné rady byl Reda Ifrah.
Seznam vedoucích orgánů TOPAZu a jejich členů (v roce 2024):

### Výkonná rada
- Eva Šafránková – předsedkyně Výkonné rady
- Marek Ženíšek – místopředseda Výkonné rady
- Markéta Pekarová Adamová
- Helena Langšádlová
- Matěj Ondřej Havel
- Jan Chabr
- Terezie Radoměřská

### Akademická rada
- Lucie Tungul – předsedkyně Akademické rady
- Hynek Jeřábek
- Jakub Lepš
- Michael Romancov
- Zdeněk Tůma
- Miroslav Zámečník
- Ladislav Cabada
- Ondřej Schneider
- Jakub Hruška
- Lucie Komorousová
- Dalibor Roháč
- Lubor Lacina
- Jaroslav Poláček
- Filip Melzer
- Martina Ochodnická
- Zdeněk Rod

## Debatní a vzdělávací akce
TOPAZ pořádá konference a semináře zaměřené na vzdělávání a diskusi mezi členy TOP 09 i nestranickou veřejností.
Cílem této činnosti je přivádět k diskusi významné osobnosti a odborníky, lokální občanské iniciativy a běžné občany včetně mládeže. Smyslem diskusí je seznámit veřejnost s přínosy demokracie a členství v Evropské unii a v obecné rovině představit hodnoty konzervativní politiky. Během diskusí jde mimo jiné o hledání a utváření nových názorů, které mohou být následně stranou TOP 09 použity v reálné politice.

## Publikační činnost
Výstupy ze vzdělávacích akcí TOPAZu tvoří sborníky obsahující příspěvky hostů konferencí a seminářů.
Seznam publikací (v závorkách data vydání):
- Elektromobilita: budoucí vývoj energetiky a dopravy (5. 11. 2015)
- Sociální bydlení (28. 5. 2015)
- Vývoj ekonomik Visegrádské skupiny (16. 3. 2015)
- Energetika: hrozby a šance (10. 11. 2014)
- Memorandum Smart cities (9. 9. 2014)
- Názory na Evropu (7. 5. 2014)
- Nebojte se reforem (20. 9. 2012)
- Volební manuál TOP 09 a Starostů (23. 8. 2012)

## Projekt pracovních stáží
Prostřednictvím TOPAZu mají studenti vysokých škol možnost absolvovat stáž v celostátní kanceláři, poslaneckém klubu a v krajských kancelářích TOP 09. Projekt stáží funguje pod hlavičkou spolku od roku 2014. TOPAZ na projektu spolupracuje s Fakultou sociálních studií Masarykovy univerzity a Filozofickou fakultou Univerzity Palackého v Olomouci (v rámci programu YoungPower). Stážisté často přicházejí také z Fakulty sociálních věd Univerzity Karlovy nebo Metropolitní Univerzity Praha.

## Partneři
Partnery TOPAZu jsou:
- Wilfried Martens Centre for European Studies
- Nadace Konrada Adenauera
- Hains Seidel Stiftung
- Campus Tivoli
- TOP 09